# Lucien Aguettand
Lucien Aguettand, eigentlich Lucien Aguettand-Blanc (* 28. Januar 1901 in Paris; † 14. Dezember 1989 in Nogent-sur-Marne) war ein französischer Filmarchitekt.

## Leben und Wirken
Lucien Aguettand-Blanc studierte an der Pariser Akademie Bühnenbild. 1921 begegnete er Louis Jouvet, der ihn zum Théâtre du Vieux-Colombier holte. Dort unterzog sich Aguettand einer praktischen Ausbildung unter Jacques Copeau. Der berühmte Architekt Robert Mallet-Stevens holte Aguettand 1926 zum Film. An dessen Seite debütierte er bei einer Inszenierung Marcel L’Herbiers. 
Ab 1927 arbeitete Aguettand für die Produktionsfirma Pathé-Nathan, für die er von 1941 bis 1948 überdies die Filmbauten-Abteilung leitete. In den Jahren 1943/44 zeichnete Aguettand für den technisch reibungslosen Ablauf der Dreharbeiten zu Marcel Carnés Meisterwerk Kinder des Olymp verantwortlich. In der Hochzeit seiner Karriere entwarf Lucien Aguettand die Bauten zu einigen wichtigen Filme von Marcel L’Herbier, Julien Duvivier, René Clair, Robert Siodmak und Maurice Tourneur. 
Im Laufe der frühen der 1960er Jahre zog er sich allmählich von der aktiven Gestaltung von Szenenbildern zurück und begann Kurse an den Pariser Kunsthochschulen INSAS, École des Arts décoratifs und École des Beaux-Arts zu geben.

## Filmografie
- 1926: Sonja (Le vertige)
- 1927: Le diable au cœur
- 1928: La jalousie du Barbouillé
- 1928: Quartier Latin
- 1929: La Bodega
- 1929: Parce que je t’aime
- 1930: L’enfant de l’amour
- 1931: Echec et mat
- 1931: La chauvesouris
- 1931: Die Fledermaus
- 1932: Les deux orphelines
- 1932: Großstadtnacht
- 1932: Der Schrei nach Liebe (Poil de carotte)
- 1933: Die Schloßherrin vom Libanon (La châtelaine du Liban)
- 1933: Knock
- 1933: Der kleine König (Le petit roi)
- 1934: Der letzte Milliardär (Le dernier milliardaire)
- 1935: Blutsbrüder 1918 (L’Équipage)
- 1935: Tovaritch
- 1935: Koenigsmark
- 1936: Taras Bulba (Tarass Boulba)
- 1936: Club de femmes
- 1936: Weiße Fracht für Rio (Le chemin de Rio)
- 1937: Titin des martigues
- 1937: Les secrets de la mer morte
- 1938: Le joueur d’échecs
- 1938: Geheimnis im Hinterhaus (Derrière la façade)
- 1938/41: Der betrogene Betrüger (Volpone)
- 1939: Le chemin de l’honneur
- 1939: Narziss, der unfreiwillige Flieger (Narcisse)
- 1941: Rasselbande (Nous les gosses)
- 1942: Monsieur des Lourdines
- 1942: Boléro
- 1942: Engel der Nacht (L’ange de la nuit)
- 1943: Tornavara
- 1943: Ruf der Berge (Premier de cordée)
- 1945: La femme fatale
- 1946: L’amour autour de la maison
- 1948: Die Nacht der Liebe (Ainsi finit la nuit)
- 1948: Walzer der Liebe (Valse brillante)
- 1949: Agnes Bernauer (Le jugement de Dieu)
- 1950: Dein Weg ist dir bestimmt (Quai de Grenelle)
- 1951: Frauen in Gefahr (Le vrai coupable)
- 1952: Unter Gangstern (Je suis un mouchard)
- 1953: Zur Liebe verdammt (La rage au corps)
- 1953: Gefährtinnen der Nacht (Les compagnes de la nuit)
- 1954: Mädchen verschwinden (Le port du désir)
- 1955: Der Graf von Orly (Milord l’Arsouille)
- 1955: Frauen in Erpresserhänden (Chantage)
- 1956: Die blonde Hexe (La sorcière)
- 1956: La roue
- 1956: Réproduction interdite
- 1957: Die Liebe gehört mir (La garçonne)
- 1957: Nacht über Paris (Rafles sur la ville)
- 1958: Die Katze (La chatte)
- 1958: Frau im Fegefeuer (Pourquoi viens-tu si tard?)
- 1959: Die Katze zeigt die Krallen (La chatte sort ses griffes)
- 1960: Die Französin und die Liebe (La Française et l'amour)
- 1961: Hinter fremden Fenstern (Le rendez-vous)
- 1961: Der tolle Amerikaner (La Belle Américaine)
- 1963: Germinal
- 1964: Nick Carter schlägt alles zusammen (Nick Carter va tout casser)
- 1967: Die Abenteuer des Chevalier de Recci (Le chevalier Tempête) (TV-Serie)
- 1968: Komm, liebe mich (L’amour)